# 一百甲
一百甲，是臺灣宜蘭縣五結鄉的一個地名，位於該鄉東北部。相較於今日行政區，其範圍大致為錦眾村南半部。

## 歷史
台灣清治末期，一百甲地區為一街庄，稱為「一百甲庄」，隸屬於茅仔藔堡。該庄昔日東邊及南邊東段隔羅東溪（今名冬山河）與頂清水庄為界，南邊西段及西邊與四百名庄為鄰，北邊為茅仔藔庄。
1901年（日明治三十四年）11月，該庄隸屬於宜蘭廳，編入第十四區。1905年（明治三十八年）7月，該區改名為「茅仔寮區」。1920年（大正九年），該庄改制為「一百甲」大字，隸屬於臺北州羅東郡五結庄。
戰後五結庄改制為五結鄉，隸屬於臺北縣，大字亦改制為村。1950年10月，北、基、宜分治，五結鄉改隸屬於宜蘭縣。

## 聚落
本地區發展較早的聚落為一百甲，在日治期初期的官方地圖上已有記載。

## 交通
省道台2線（五濱路二段）是淡水關渡大橋至蘇澳的幹道，為台灣濱海公路系統之一，其中基隆至蘇澳路段又稱為「北部濱海公路」，大致以北北西－南南東走向蜿蜒經過一百甲地區。由該道路向北北西轉北可前往壯圍、頭城、貢寮、瑞芳等地，向南南東可前往蘇澳並止於省道台9線路口。
縣道196號（五結路一段）是三星至下清水的道路，其東側端點位於本地區東南部鄉道宜22線路口（五結防潮閘門西北側）。由此向西南轉西經省道台2線路口後不遠處出境，可前往四百名、中二結、中一結、頂五結、竹林（羅東市區北側）、歪子歪、尾塹、大洲、阿里史與紅柴林交界地帶、三星市區並止於省道台7丙線路口。
鄉道宜22線（溪濱路一段）是三星鄉清洲至新店的道路，大致以縱向入境後轉北北西—南南東走向沿東地區東部界河冬山河之西岸轉北北東—南南西走向再轉西北—東南走向過河離境。由該道路向北轉西北西可前往茅子寮、下三結北部、二結、尾塹東部並止於近其邊界地帶的縣道196號路口，向東南轉南可前往頂清水並止於新店聚落東側的省道台2線路口。